# Lobocleta plemyraria
Lobocleta plemyraria là một loài bướm đêm trong họ Geometridae.